# ひとり暮らしをとことん楽しむ!
ひとり暮らしをとことん楽しむ!（ひとりぐらしをとことんたのしむ）は、ひとり暮らしのための情報誌。

## 概要
インテリア、料理、節約などの生活ネタを中心に、家事のノウハウやショップ情報など、幅広い記事を取り扱っている。
だいたい、書店のインテリアコーナーなどにおかれている。読者は主に女性。付録がついていることも多いが、基本は120ページくらいで、価格は780円。年4回の季刊誌で、2、5、9、11月のそれぞれ7日に発売。発行元は主婦と生活社。2000年に創刊し、2002年から定期化。
年に一度、「ひとり暮らし大賞」というイベントを開催している。大賞をとると賞金30万円、ほかに準グランプリや部門賞もある。
姉妹誌に、男性向けの「僕らのリアルインテリア」シリーズなどもある。